# Katrine Tjølsen
Katrine Tjølsen (ur. 28 stycznia 1993) – norweska szachistka, mistrzyni międzynarodowa od 2010 roku.

## Kariera szachowa
W 2007 roku zdobyła mistrzostwo Norwegii juniorów U–16. W kwietniu 2008 roku zwyciężyła w mistrzostwach juniorów nordyckich U–20 w Oslo. Reprezentowała Norwegię na olimpiadzie szachowej kobiet w latach 2008 i 2010. W 2010 roku zdobyła mistrzostwo Rio de Janeiro w szachach szybkich.
Najwyższy ranking w dotychczasowej karierze osiągnęła 1 września 2010 roku, z wynikiem 2259 punktów.